# Rohrbach (Ettenstatt)
Rohrbach ist ein Gemeindeteil der Gemeinde Ettenstatt im Landkreis Weißenburg-Gunzenhausen (Mittelfranken, Bayern). Rohrbach liegt in der Gemarkung Hundsdorf.

## Lage
Das Dorf liegt etwa 2,6 Kilometer südlich von Ettenstatt. 3,5 Kilometer westlich von Rohrbach liegt die Gemeinde Höttingen. Die Entfernung zur im Südwesten liegenden Kreisstadt Weißenburg in Bayern beträgt sechs Kilometer.

## Geschichte
Bis zur Gemeindegebietsreform war Rohrbach ein Gemeindeteil der damals eigenständigen Gemeinde Hundsdorf. Zum 1. Mai 1978 schlossen sich beide Orte freiwillig der Gemeinde Ettenstatt an.

## Natur

### Steinerne Rinne
Rohrbach ist vor allem durch die 500 Meter südöstlich des Ortes gelegene Steinerne Rinne bekannt. Diese ist etwa 60 Meter lang und bis zu einem Meter hoch. Sie bildete sich durch geologische Prozesse aus, wurde aber zum Teil auch künstlich aufgemauert und instand gehalten. Die Steinerne Rinne ist als Naturdenkmal und vom Bayerischen Landesamt für Umwelt als Geotop 577R004 ausgewiesen. Siehe auch die Liste der Geotope im Landkreis Weißenburg-Gunzenhausen.
Das Gelände ist durch einen Holzsteg gut erschlossen.
Bei der Steinernen Rinne überwindet der Limeswanderweg, ein Teilabschnitt des Deutschen Limes-Wanderwegs, den Trauf der Fränkischen Alb.

### Junge Steinerne Rinne
Etwa 200 Meter davon entfernt befinden sich die Rotschlucht sowie die Junge Steinerne Rinne, die ebenfalls zum Geotop 577R004 zählen. Die etwa 20 Meter lange Rinne ist im Entstehungsprozess und mehr als Sinterterrasse ausgebildet. 

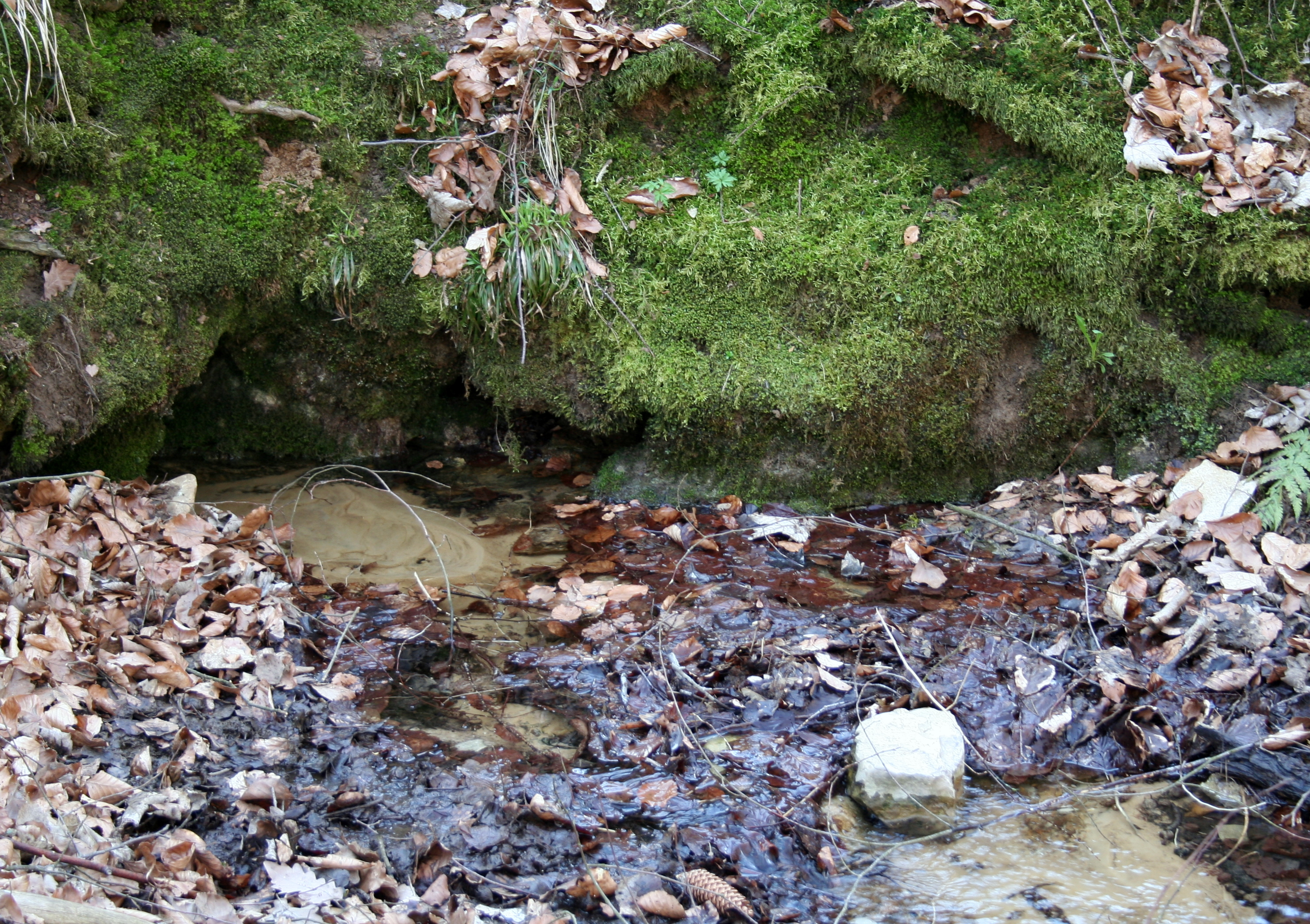
Quellbereich
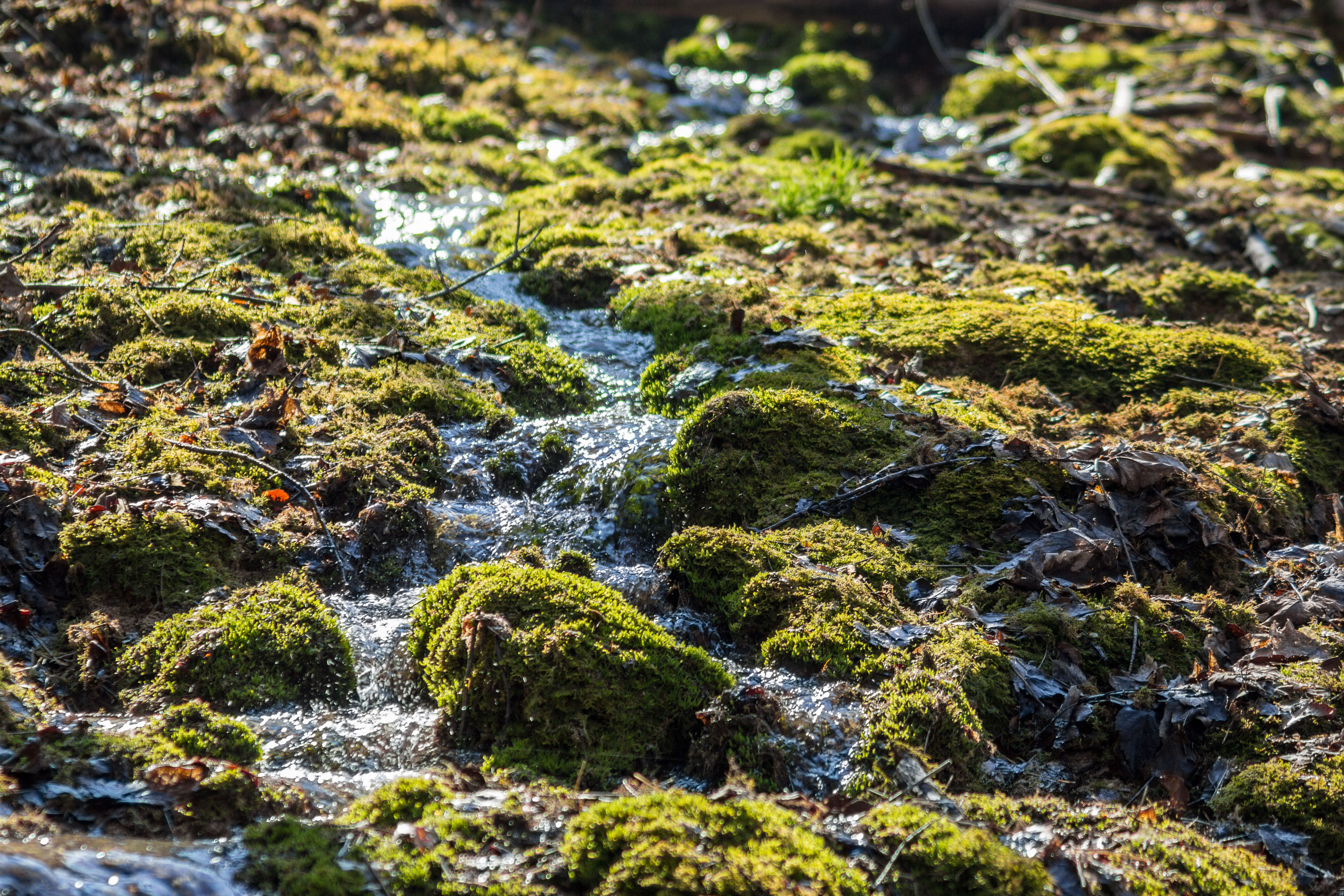
Die Junge Steinerne Rinne mit Sinterbecken
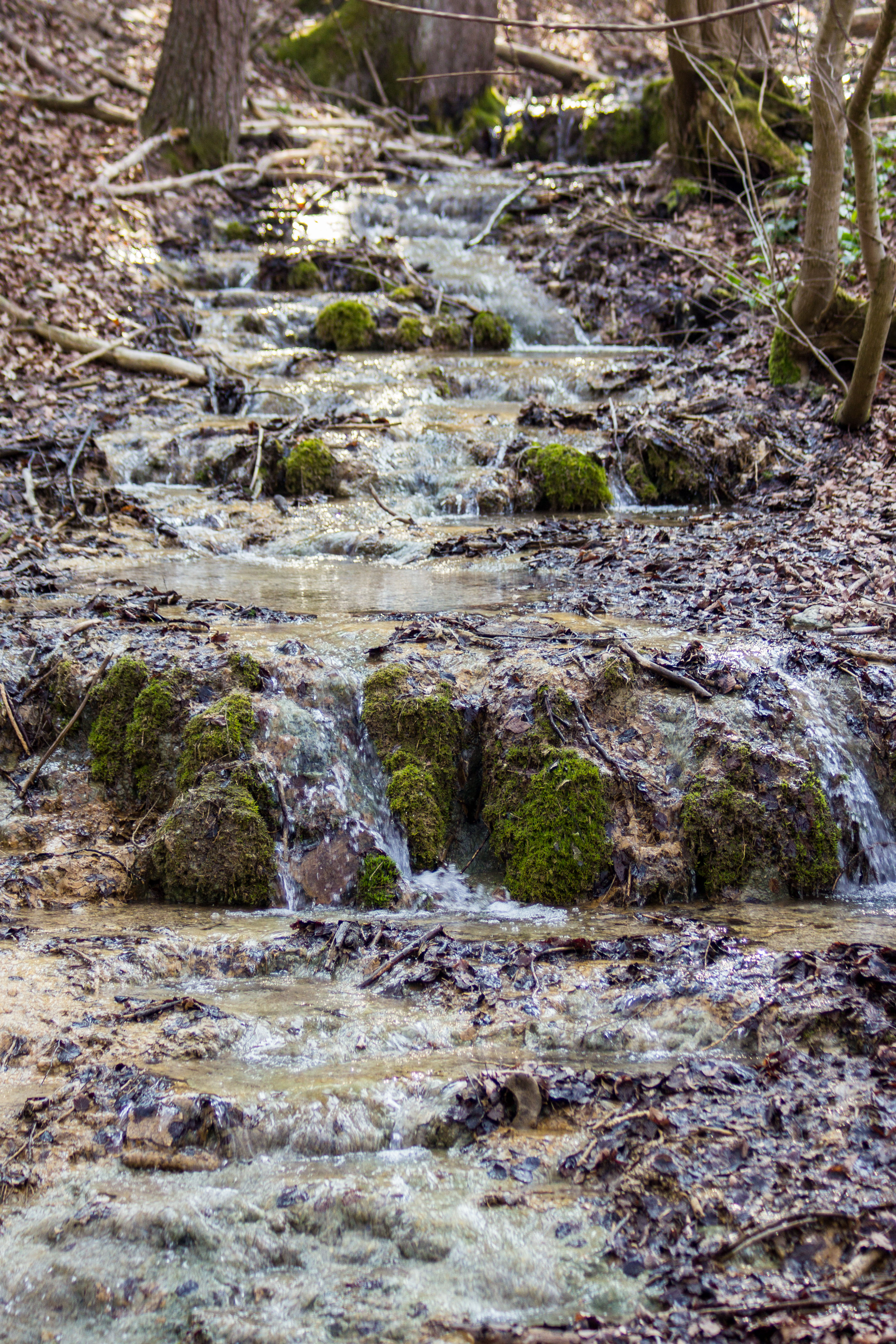
Die Junge Steinerne Rinne, Sinterterrassen im unteren Teil